# 稲輪吉泰
稲輪 吉泰（いなわ よしやす、1981年4月24日 - ）は、日本の俳優。

## 人物
千葉県柏市出身。株式会社エム・アール所属。
國學院高等学校、日活芸術学院卒業。

## 出演

### 映画
- シナリオライター松本マリコの課題（2005年） - ボーイ 役
- STRAIGHT TO HEAVEN～天国へまっしぐら～（2008年） - オレオレ詐欺師 役
- さらば あぶない刑事（2016年） - 石田 役
- キリマンジャロは遠く（2016年） - バーテン 役
- 悪い女はよく稼ぐ BAD WOMAN GOOD JOB（2019年） - 稲輪 役
- 探偵はどこにでもいる（2019年） - 喫茶店のマスター 役
- 愛と死体をめぐる冒険 (2024年）- 和田 役
- シンデレラの靴 (2025年) - 新田慎一 役

### テレビドラマ

#### 2004年
- はみだし刑事情熱系 最終章 第3話 - カメラマン 役[1]

#### 2006年
- 土曜ワイド劇場特別企画 さくら署の女たち - 保育士 役[2]

#### 2009年
- 土曜ワイド劇場 西村京太郎トラベルミステリー52 密室列車かもしか途中下車連続殺人 - かもしか号車掌 役[3]

#### 2010年
- 土曜ワイド劇場 越境捜査2 - 警官 役[4]
- 土曜ワイド劇場 西村京太郎トラベルミステリー54 伊豆の海に消えた女 - 配達員 役
- 土曜ワイド劇場 西村京太郎トラベルミステリー55 寝台特急カシオペア殺人事件 - 整備士 役

#### 2011年
- ドラマスペシャル SP〜警視庁警護課 - ひったくり 役

#### 2012年
- 土曜ワイド劇場 西村京太郎トラベルミステリー57 スーパービュー踊り子連続殺人 - ボーイ 役
- 土曜ワイド劇場 鉄道捜査官13 - スリ 役
- 土曜ワイド劇場 西村京太郎トラベルミステリー58 山形新幹線つばさ123号の女 - やまびこ号車掌 役

#### 2013年
- 土曜ワイド劇場 西村京太郎トラベルミステリー59 終着駅殺人事件 - あけぼの号車掌・田村 役
- 土曜ワイド劇場 西村京太郎トラベルミステリー60 秩父SL3月23日の証言 - 記者 役

#### 2014年
- 土曜ワイド劇場 西村京太郎トラベルミステリー61 越後・会津殺人ルート - 釣り人 役
- ドラマスペシャル SP～警視庁警護課4 - ひったくり 役
- 土曜ワイド劇場 西村京太郎トラベルミステリー62 カシオペア・スーパーひたち連続殺人 - 大宮駅駅員 役
- 月曜ゴールデン 警視庁機動捜査隊216 IV 孤独の叫び - 船木 役

#### 2015年
- 土曜ワイド劇場 西村京太郎トラベルミステリー63 長野新幹線・飯山線湯けむり殺人ルート - 長野県警・川島刑事 役
- 土曜ワイド劇場 棟居刑事の黒い祭 - 羽澄署刑事 役
- 土曜ワイド劇場 鉄道捜査官15 - 刑事 役
- 月曜ゴールデン 捜査指揮官 水城さや3 - 記者 役

#### 2016年
- 土曜ワイド劇場 棟居刑事の偽完全犯罪 - 目黒中央署鑑識・乙広諒 役
- 土曜ワイド劇場 西村京太郎サスペンス鉄道捜査官16 - 釣り人 役
- 土曜ワイド劇場 西村京太郎トラベルミステリー66 釧路帯広殺人ルート - バーのマスター 役

#### 2017年
- 土曜ワイド劇場 西村京太郎トラベルミステリー67 箱根紅葉・登山鉄道の殺意 - 箱根署刑事 役
- ミステリースペシャル 棟居刑事の凶縁 - 喫茶店のマスター 役

#### 2018年
- 日曜プライム 鉄道捜査官18 - 鉄道マニア 役
- 日曜プライム 西村京太郎トラベルミステリー69 金沢～東京殺人ルート - 不動産会社社員 役

#### 2019年
- 日曜プライム 棟居刑事の黒い絆 - 倉庫管理会社社員 役
- 日曜プライム 西村京太郎トラベルミステリー70 十津川警部VS鉄道捜査官 花村乃里子 - ホームセンター店長 役
- それぞれの断崖 第1話 - 記者 役

#### 2020年
- 日曜プライム 西村京太郎トラベルミステリー71 ニセ十津川とニセ亀井!! - ボーイ 役
- ドラマスペシャル 機捜235 - 警視庁捜査一課・船橋刑事 役
- 日曜プライム 西村京太郎トラベルミステリー72 十津川警部のラストラン - 鉄道マニア 役

#### 2021年
- 月曜プレミア8 機捜235Ⅱ - 警視庁捜査一課刑事・船橋保 役

#### 2022年
- 月曜プレミア8 機捜235Ⅲ - 警視庁捜査一課刑事・船橋保 役

- 西村京太郎トラベルミステリー最終話(ファイナル) 十津川警部のレクイエム“安息を” -大井川署刑事役

### 配信

#### 2024年
- フクロウと呼ばれた男 - 国会議員役

### Vシネマ

#### 2005年
- 修羅のみち13 - 川村組組員 役

#### 2017年
- 制覇13 - 難波組・田中 役

### ラジオCM

#### 2014年
- 財団法人山形コンベンションビューロー メイン

### 舞台

#### 2001年 - 2007年
- 演劇劇企画ミルク寺・第1・3・4・5・10回公演

#### 2011年
- 劇団十七戦地第1回公演「花と魚」

#### 2012年
- 震災復興イベント朗読劇「水族館狂詩曲」

#### 2013年
- ゆみねこ企画第2回公演「燕のいる駅」

#### 2014年
- 稲輪吉泰ひとり芝居「交番」（山形アクトザール公演・東京公演） - 作・演出・出演

#### 2018年
- ふたり芝居 KIS3「帰れないフタリ」

#### 2019年
- ふたり芝居 KIS3「帰れないフタリ・山形アクトザールver」
- 「レッドスネーク、カモン！！」

#### 2022年
- 翠座第19回公演「クロノス」

#### 2024年
- 翠座第25回公演「おもいでゴハンvol.3」

#### 2025年
- 木曜日のクーゲル 「シンデレラの靴」

### イベント

#### 2023年
- イナシキドラマ上映会2023 MC

### You Tube

#### 2023年
- あぶない刑事ファッションチャンネル

#### 2025年
- ほりべんちゃんねる ミニドラマ BAR P-TIME 中村好男役